# 孫孺
孫孺（1450年—？），字幼真，直隸鳳陽府鳳陽縣人，民籍，明朝政治人物。

## 生平
應天府鄉試第五十一名舉人。成化二十三年（1487年）中式丁未科會試第三十七名，二甲第二十八名進士，十一月授禮科給事中。弘治六年（1493年）十一月升本科右，八年三月升本科左，九年二月累官江西布政使司右参议、分守湖西道，所辖南安、赣州二府山川险阻，盗贼不时出没，孫孺惧，因伪疾奏乞终餋，不待报辄行，为镇巡等官所劾，下巡按御史逮治，十一年十一月黜为民。

## 家族
曾祖孫通吉，聽選官；祖父孫文賦；父孫寧，母陸氏。具庆下。